# Пяозеро (станция)
Пя́о́зеро (фин. Pääjärvi) — тупиковая грузовая железнодорожная станция на линии Лоухи — Пяозеро. Находится в пгт Пяозерский Лоухского района Карелии. Имеется пассажирское и грузовое движение.
Станция имеет несколько подъездных путей  для вывоза леса Пяозерского леспромхоза.

## История
В 1935 году по постановлению Союзного правительства на севере Карелии было начато строительство двух лесовозных железных дорог широкой колеи — Ругозерской и Кестеньгской. Кестеньгская железная дорога строилась для освоения лесов в бассейнах Топозера и Пяозера Кестеньгского района, откуда лесосплав был крайне длительным и сложным.
Строительство железнодорожных линий Кочкома – Ругозеро и Лоухи – Кестеньга завершилось в 1938 году.
В 1950-х годах железная дорога на Кестеньгу помогала осваивать лесные участки у Пяозера и Топозера.
Станция Кестеньга оставалась тупиковой до 1961 года, когда линия была продолжена до станции Софпорог. Также в издании 1964 года отмечалось, что ветка Лоухи — Кестеньга продолжена до Софпорога.
В журнале Госплана и СНХ СССР «Плановое хозяйство» за 1965 год отмечалось, что в районе Западно-Карельской железной дороги целесообразно создать Пяозерский и Западно-Карельский постоянно действующие леспромхозы с объем лесозаготовок 600—800 тысяч кубометров в год.
В период девятой пятилетки (1971-1975) был построен Пяозерский леспромхоз. В 1973 году была сдана в эксплуатацию первая очередь предприятия, построенная финской фирмой в порядке экономического сотрудничества СССР и Финляндии. А в сентябре 1975 года было завершено сооружение второй очереди.
В издании 1977 года отмечалось, что закончено сооружение подъездного пути от станции Софпорог до Пяозерского леспромхоза.
До 1980-х годов по линии курсировал грузо-пассажирский поезд. Софпорог была конечной станцией для пассажирского движения.
В декабре 2023 года открыто пассажирское сообщение по маршруту Лоухи — Пяозеро дизель-поездами РА3 «Орлан».

## Галерея

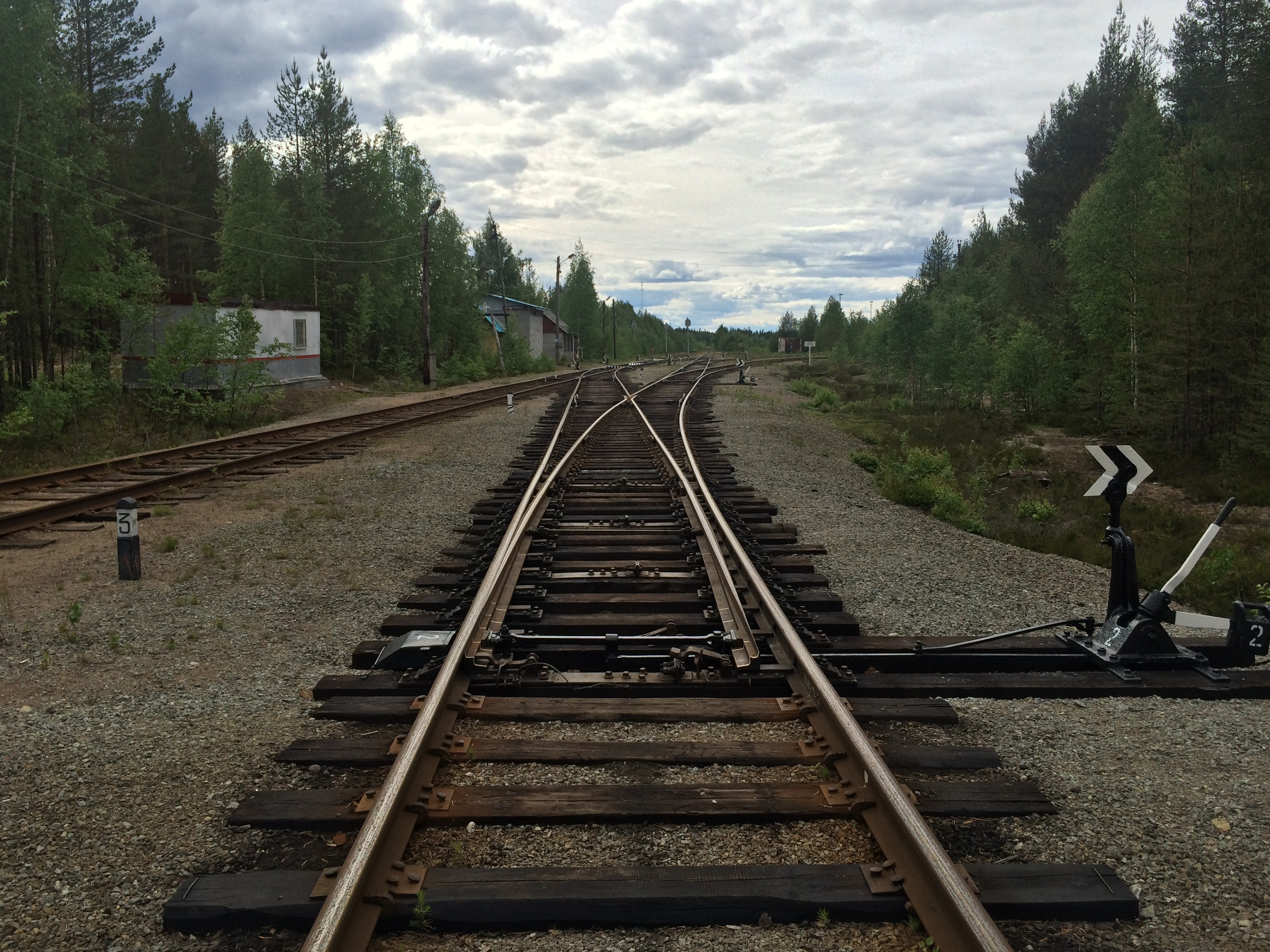
Вид в сторону тупика.
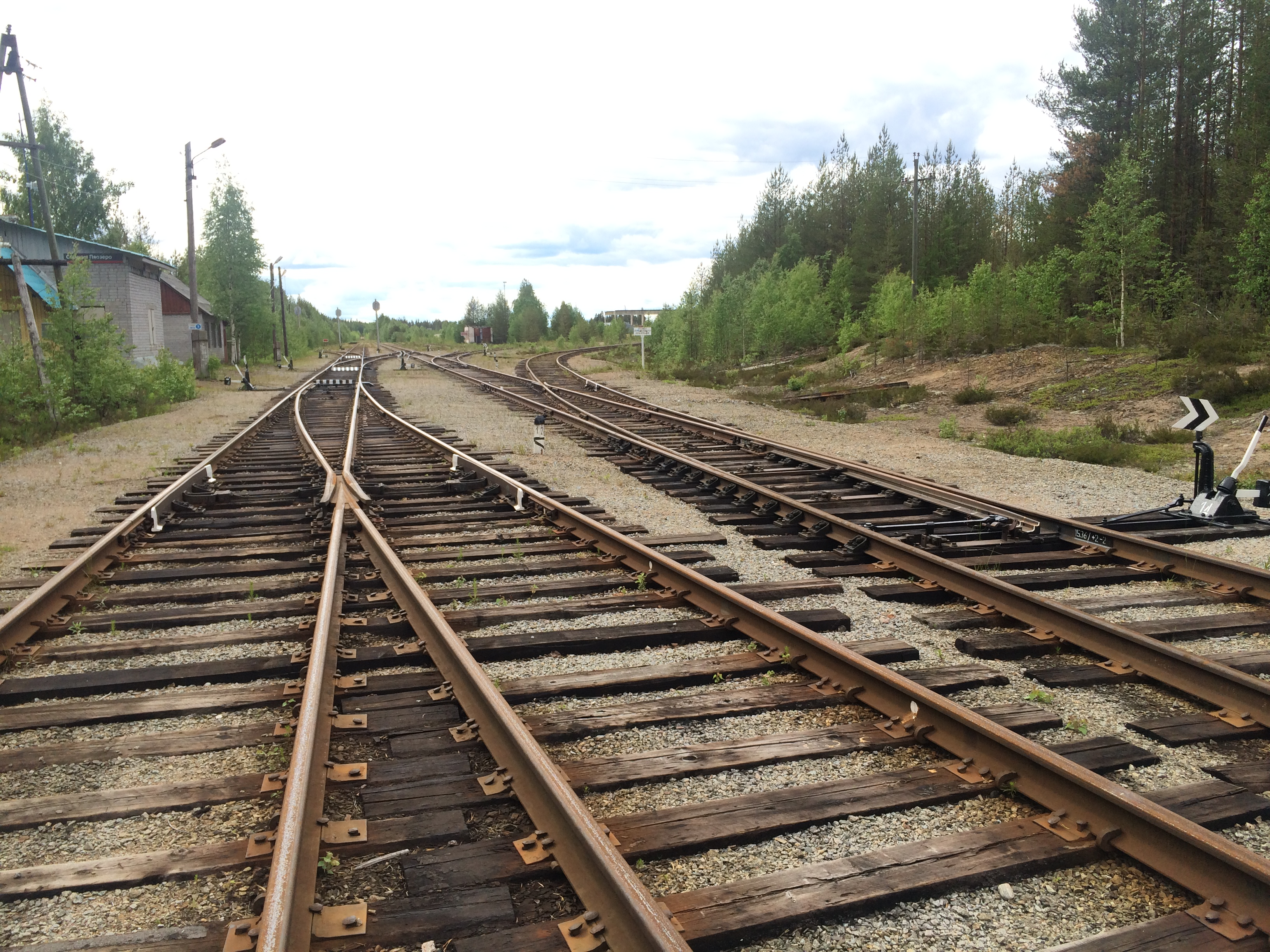
Пути станции.
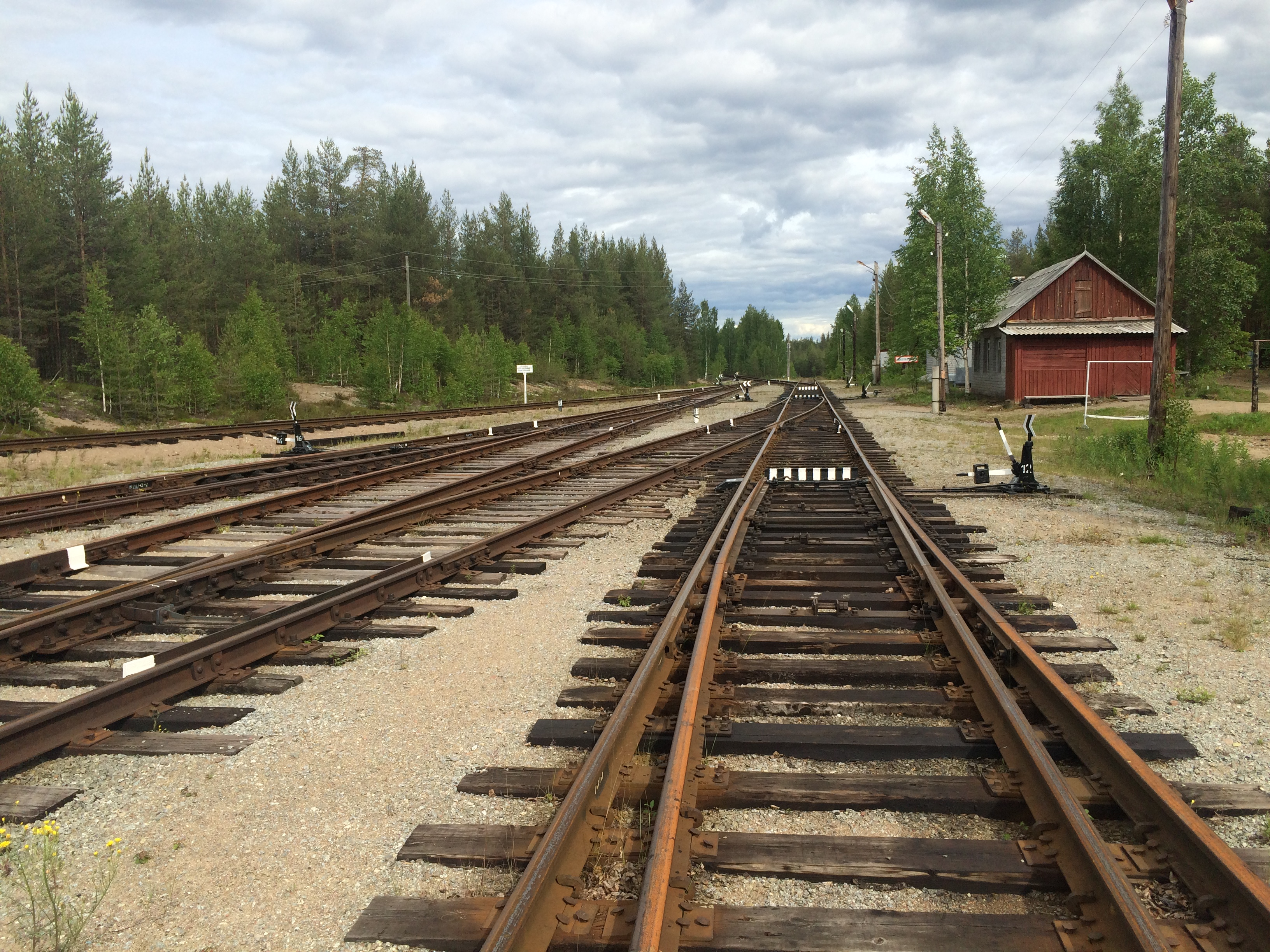
Вид в сторону Кестеньги.
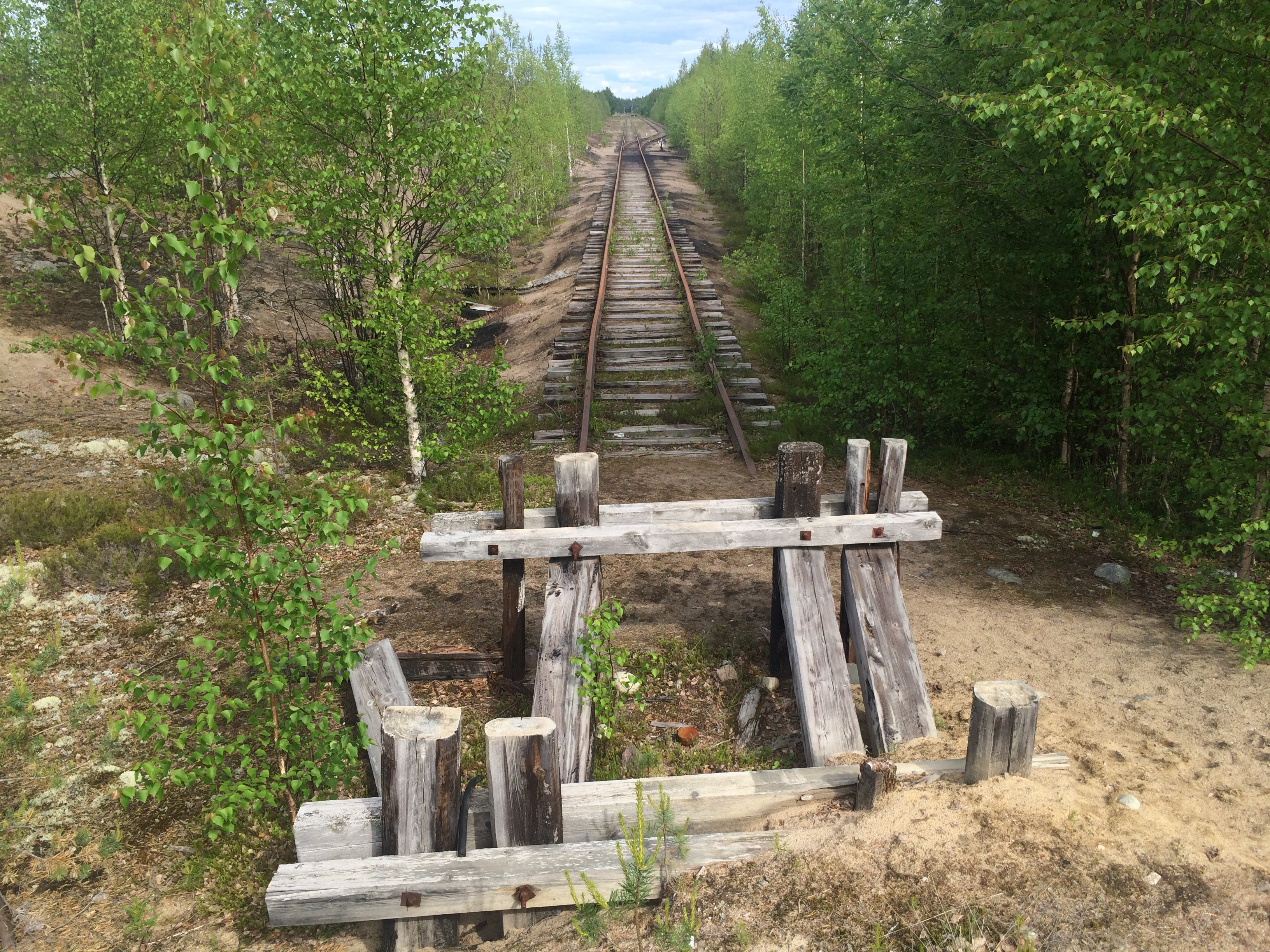
Тупик линии.